# Trypeta binotata
Trypeta binotata är en tvåvingeart som beskrevs av Zia 1938. Trypeta binotata ingår i släktet Trypeta och familjen borrflugor. Inga underarter finns listade i Catalogue of Life.